# Антон Хайнрих (Шварцбург-Зондерсхаузен)
Антон Хайнрих фон Шварцбург-Зондерсхаузен (на немски: Anton Heinrich von Schwarzburg-Sondershausen; * 7 октомври 1571, Зондерсхаузен; † 10 август 1638, Зондерсхаузен) е от 1594 до 1638 г. граф на Шварцбург-Зондерсхаузен.

## Произход и управление
Той е син на граф Йохан Гюнтер I фон Шварцбург-Зондерсхаузен (1532 – 1586) и съпругата му Анна фон Олденбург (1539 – 1579), дъщеря на граф Антон I фон Делменхорст и Олденбург.
При смъртта на баща му през 1586 г. Антон Хайнрих е малолетен и с братята си е под опекунството на графовете Йохан VII (1540 – 1603) и Антон II (1550 – 1619) фон Олденбург. От 1594 г. той управлява заедно с братята си Гюнтер XLII (1570 – 1643), Йохан Гюнтер II (1577 – 1631) и Христиан Гюнтер I (1578 – 1642). Антон Хайнрих се занимава най-много с управлението, особено с конфликта за наследството на род Хонщайн.
Умира неженен през 1638 г. От една връзка той има извънбрачни деца.